# Théorie de la concurrence monopolistique de Chamberlin
La théorie de la concurrence monopolistique de Chamberlin est une théorie économique au sujet de la possibilité pour une concurrence d'avoir lieu entre des monopoles (concurrence monopolistique). La libre entrée sur le marché conduit nécessairement à une chute des profits jusqu'à ce que le prix de vente des biens soit égal au coût marginal.

## Concept
Chamberlin a observé que dans la majorité des branches il y a de nombreuses entreprises qui vendent des produits différenciés (marques, qualité, localisation différentes). Le pouvoir de monopole de ces entreprises est limité car il y a de nombreux biens substituts. À long terme, la plupart de ces entreprises ont des recettes qui suffisent à peine à couvrir les frais. On peut citer les épiceries de quartier, les restaurants ou les salons de coiffure. La courbe de demande de l'entreprise représentative a une pente négative à cause de la différenciation des produits qui lui confère un certain pouvoir de monopole. En cas de hausse du prix l'entreprise ne perd pas tous ses clients.
Au début et à court terme l'entreprise fait un profit comme dans le cas d'un restaurant qui s'ouvre dans un nouveau quartier. Le premier graphique illustre ce cas. L'équilibre de l'entreprise implique l'égalité entre la recette marginale (Rm) et le coût marginal (Cm). Le prix de vente est p*. Le profit ({\displaystyle \pi }) est donné par la différence entre la recette moyenne (RM), c'est-à-dire la courbe de demande, et le coût moyen (CM) fois la quantité produite (q*).
Ce profit va attirer de nouvelles entreprises qui vont aussi s'installer dans le nouveau quartier. Aucune barrière à l'entrée n'existe dans cette branche. La courbe de demande pour les produits de l'entreprise va se déplacer vers la gauche (elle aura perdu une partie de ses clients). Ce mouvement va continuer jusqu'à la disparition du profit (équilibre à long terme).
Par rapport à la concurrence parfaite, le prix sera plus élevé et l'entreprise ne produit pas aux coûts minimums. Il y a aussi un excès de capacité dans la branche (on peut produire davantage et à un coût moyen plus bas) mais il y a plus de variété de produits.